# Johann Melchior Roos
Pour les articles homonymes, voir Roos.
Johann Melchior Roos, né à Heidelberg le 27 décembre 1663 et mort à Brunswick en 1731, est un peintre et graveur allemand. Il est le fils de Johann Heinrich Roos et le frère de Philipp Peter Roos.

## Biographie
De retour d’un voyage en Italie, il part s'installer Nuremberg, où il peint des portraits, des tableaux d’histoire, puis finit par s’adonner entièrement au paysage et à la peinture animalière.
Johann Melchior Roos exécute un grand nombre de tableaux pour les cours de Hesse, de Brunswick, de Wurtzbourg, et se ruine en voulant construire une vaste maison. Ses œuvres « sont remarquables par la correction du dessin et la vigueur du coloris ; le faire en est large, mais n’a point le fini qu’on remarque dans ceux de son frère ». 

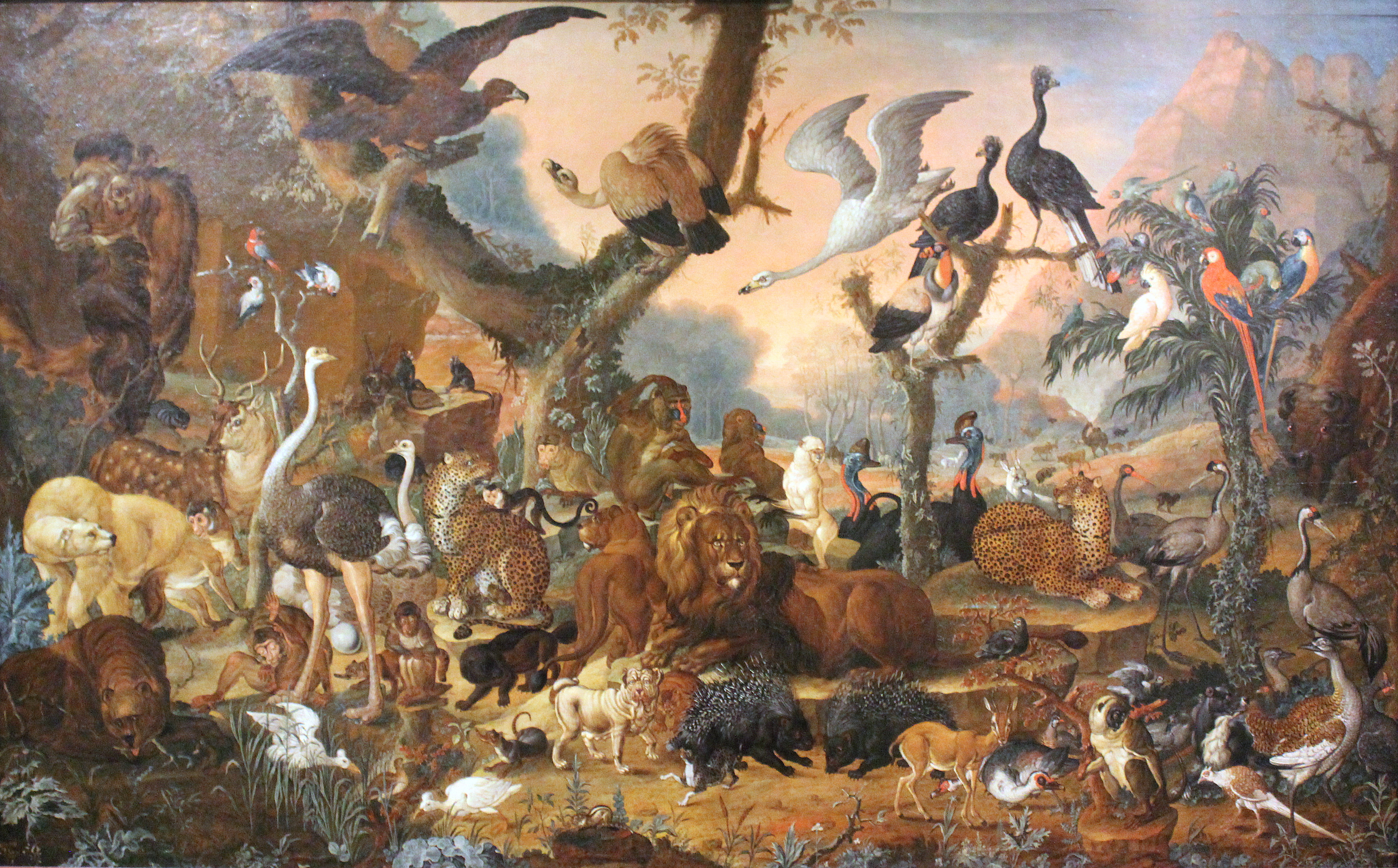
Le Monde des animaux.

Son chef-d’œuvre est un grand tableau représentant presque tous les animaux de la ménagerie du landgrave de Hesse-Cassel. On a de lui une bonne eau-forte, représentant un Taureau vu de face.